# نجدة (اسم)
نجدة هو اسم علم مذكر من أصل عربي، ومعناه هو المساعدة، الوضوح.

## شخصيات تحمل الاسم
- نجدة إسماعيل أنزور (مخرج تلفزيوني سوري، 26 نوفمبر 1954 – )
- نجدة بن عامر (654 – )
- نجدة بن عامر الحنفي (654 – 692)
- نجدة داشي (سياسي كوسوفي، 26 يوليو 1944 – )
- نجدة فتحي صفوة (1923 – )

## وصلات خارجية
- موسوعة السلطان قابوس لأسماء العرب